# Labinot Kabashi
Labinot Kabashi (Vantaa, 2000. február 28. –) koszovói–finn származású koszovói válogatott labdarúgó, aki jelenleg a Barcelona akadémiájának játékosa.

## Válogatott
2016. október elején Albert Bunjaki, a koszovói labdarúgó-válogatott szövetségi kapitánya kijelölte 23 fős keretét a Horvátország és az Ukrajna elleni világbajnoki selejtezőkre, többek között Kabashi is bekerült a keretbe.

## Család
Édesapja koszovói, míg édesanyja finn származású.